# Anatolij Ziniewicz
Anatolij Wołodymyrowycz Ziniewicz, ukr. Анатолій Володимирович Зіневич, ros. Анатолий Владимирович Зиневич, orm. Անատոլի Զինեվիչ (ur. 20 listopada 1932 w Płoskirowie, zm. 1 sierpnia 2000 w Erywaniu) – radziecki wojskowy narodowości ukraińskiej, generał porucznik, jeden z naczelnych dowódców Armii Obrony Górskiego Karabachu, bohater wojny karabachskiej. Według opinii władz ormiańskich i Górskiego Karabachu „Armenia stała się dla niego drugą ojczyzną”.

## Kariera wojskowa w ZSRR
Urodził się i wychował w mieście Płoskiów, wówczas na terenie Ukraińskiej SRR (obecnie Ukraina). W wieku 21 lat, w 1953 roku wstąpił do Proskurowskiej Szkoły Czołgistów. Wybrał ścieżkę życiową zawodowego wojskowego. Został skierowany do Akademii Wojskowej im. Michaiła Frunzego, którą ukończył z sukcesem. Ukończył kolejno szereg kursów dowodzenia dla radzieckich wyższych oficerów.
Skierowany został następnie jako przedstawiciel Armii Radzieckiej za granicę. Przebywał kolejno w Somali oraz w Etiopii w charakterze radzieckiego doradcy wojskowego. Następnie, po sowieckiej inwazji na Afganistan przez 8 lat pełnił funkcję szefa sztabu operacyjnego sowieckiej 40 Armii uczestniczącej w okupacji Afganistanu. Brał udział nie tylko w pracy sztabowej, lecz również w bezpośrednich operacjach wojskowych. Podczas jednej z nich został ranny.

## Kariera wojskowa w Armenii i Górskim Karabachu
Po wycofaniu wojsk sowieckich z Afganistanu, w 1988 roku został mianowany szefem sztabu operacyjnego radzieckiej 7 Armii stacjonującej w ówczesnej Armeńskiej SRR. Wkrótce potem, w warunkach rozpadu ZSRR, związał swoje losy oraz dalszą karierę wojskową z Armenią. Na prośbę ministra obrony niepodległej już Armenii zgodził się wyjechać w czerwcu 1992 do ogarniętego konfliktem Górskiego Karabachu. Według innych źródeł w latach 1992–1994 pełnił funkcję generalnego doradcy ministra obrony Armenii oraz zastępcy szefa sztabu Sił Zbrojnych Armenii.
Od czerwca 1994 pełnił funkcję szefa sztabu głównego Armii Obrony Górskiego Karabachu. Dał się poznać jako kompetentny i doświadczony wysoki oficer i dowódca. Od maja 1997 aż do śmierci zastępca ministra obrony Górskiego Karabachu; według innych źródeł zastępca ministra obrony Republiki Armenii. Podczas pełnienia tych funkcji oddał ogromne zasługi w usprawnieniu i reorganizacji Armii Obrony Górskiego Karabachu, która mimo wyraźnej przewagi przeciwnika w ilości żołnierzy, a zwłaszcza w ciężkim sprzęcie wojennym odniosła szereg zwycięstw na armią azerską i objęła kontrolę nie tylko nad niemal całym obszarem Górskiego Karabachu, ale i nad przyległymi terenami azerskimi. Brał udział nie tylko w pracy sztabowej, ale również bezpośrednio w operacjach bojowych. Pełnił wówczas faktycznie funkcję naczelnego dowódcy Armii Obrony Górskiego Karabachu, a zwycięstwo strony ormiańskiej w konflikcie stanowi w dużej mierze jego zasługę.
Zmarł 1 sierpnia 2000 w Erywaniu w wieku 67 lat. Pochowany został na Cmentarzu Troicko-Nikołowskim w mieście Kowrów w obwodzie włodzimierskim.

## Opinie
Anatolij Ziniewicz okazał się być energicznym i kompetentnym zarówno dowódcą, jak i wysokim oficerem sztabowym. W Armenii i Górskim Karabachu uważany jest za bohatera. Znienawidzony przez Azerów, walczących z dowodzonymi przez niego wojskami ormiańskimi.

## Upamiętnienie
Został odznaczony im. Orderem Czerwonego Sztandaru, Orderem „Za służbę Ojczyźnie w Siłach Zbrojnych ZSRR” III klasy oraz wieloma innymi radzieckimi i ormiańskimi odznaczeniami.
Jedna z ulic w Stepanakercie, stolicy Górskiego Karabachu została nazwana jego imieniem.
Na jego temat powstał film dokumentalny General-Leytenant Anatoli Zinevich (2000, reż. A. Gevorkyan).

## Życie prywatne
Był żonaty, miał dwoje dzieci.